# Badlands Guardian
Badlands Guardian (também conhecida como "Cabeça de índio", do inglês "Indian Head") tradução livre de O Guardião das Badlands é uma formação geomorfológica localizada próximo a Medicine Hat no sul de Alberta, Canada. Vista de cima, a formação tem uma forte pareidolia com uma cabeça humana lembrando um nativo norte-americano com seu cocar, em direção ao oeste. Devido a estruturas adicionais feitas pelo homem, também parece estar usando um fones de ouvido. As aparências de fones  de ouvido uma construção numa estrada e de um poço de petróleo, que foram instalados recentemente e espera-se que desaparecem quando o projeto for abandonado. Sua escala é muito maior do que o Monte Rushmore.
A cabeça é resultado de uma drenagem criada por um erosão de argila, que foram moldadas com a ajuda dos ventos e das chuvas.
A árida Badlands possui como característica alguns aguaceiros pouco frequentes mas intensos, vegetação esparsa e sedimentos moles. A "cabeça" pode ter sido criado durante um curto período de erosão rápida imediatamente após chuvas intensas. Embora a imagem parece ser um convexa, é na verdade côncava - ou seja, um vale o qual é formado por erosão e estratos de argila, e é uma ilusão de ótica A sua idade é estimada como sendo de centenas de anos no mínimo.
Em 2006, o reporte Dale Hunter da Report-TV CHAT de Medicine Hat fez um curta metragem sobre o Badlands The Guardian sendo o vencedor do prêmio National RTNDA TV de curta metragem para esse ano.
A formação foi originalmente descoberto por Lynn Hickox ao examinar as imagens no Google Earth em Novembro de 2006. Nomes indicados foram sugeridos através de uma programa da CBC Radio One. Dos 50 nomes apresentados, sete foram sugeridas ao Conselho princiapl. Sendo, "Guardião das Badlands" o escolhido.